# Горан Јеретин
Горан Јеретин (Никшић, 17. септембар 1979) је бивши црногорски кошаркаш. Играо је на позицији плејмејкера.

## Каријера
Јеретин је своју кошаркашку каријеру започео у родном Никшићу играјући за Ибон, након чега на годину дана одлази у Ловћен. Од 2002. до 2006. играо је врло успјешно у Црвеној звезди и затим потписао уговор с руским Динамом из Санкт Петербурга. Међутим, клуб је банкротирао још прије почетка сезоне и Јеретин се одлучио за повратак у Црну Гору и играње у Будућности.
Већ средином те сезоне дошао је позив из Макабија с којим је био првак Израела, да би у љето 2007. ставио потпис на једногодишњи уговор с берлинском Албом. Због повреде га практично није ни одрадио, а сезону 2008/09. започео је у дресу Кијева али их је напустио током сезоне и каријеру наставио на Кипру. Играјући за АЕЛ Лимасол у Еурочеленџ купу имао је просјечно 3,9 поена и 2,2 скока и асистенције по сусрету.
Након завршетка сезоне поново се одлучио на повратак у дрес Будућности потписавши једногодишњи уговор.

## Успеси

### Клупски
- Црвена звезда:
  - Куп Радивоја Кораћа (2): 2004, 2006.
- Макаби Тел Авив:
  - Првенство Израела (1): 2006/07.
- Будућност:
  - Куп Црне Горе (1): 2010.

### Појединачни
- Најкориснији играч Купа Радивоја Кораћа (2): 2004, 2006.